# Biblioteca di Luigi XVI
La biblioteca di Luigi XVI è una sala della Reggia di Versailles.

## Storia

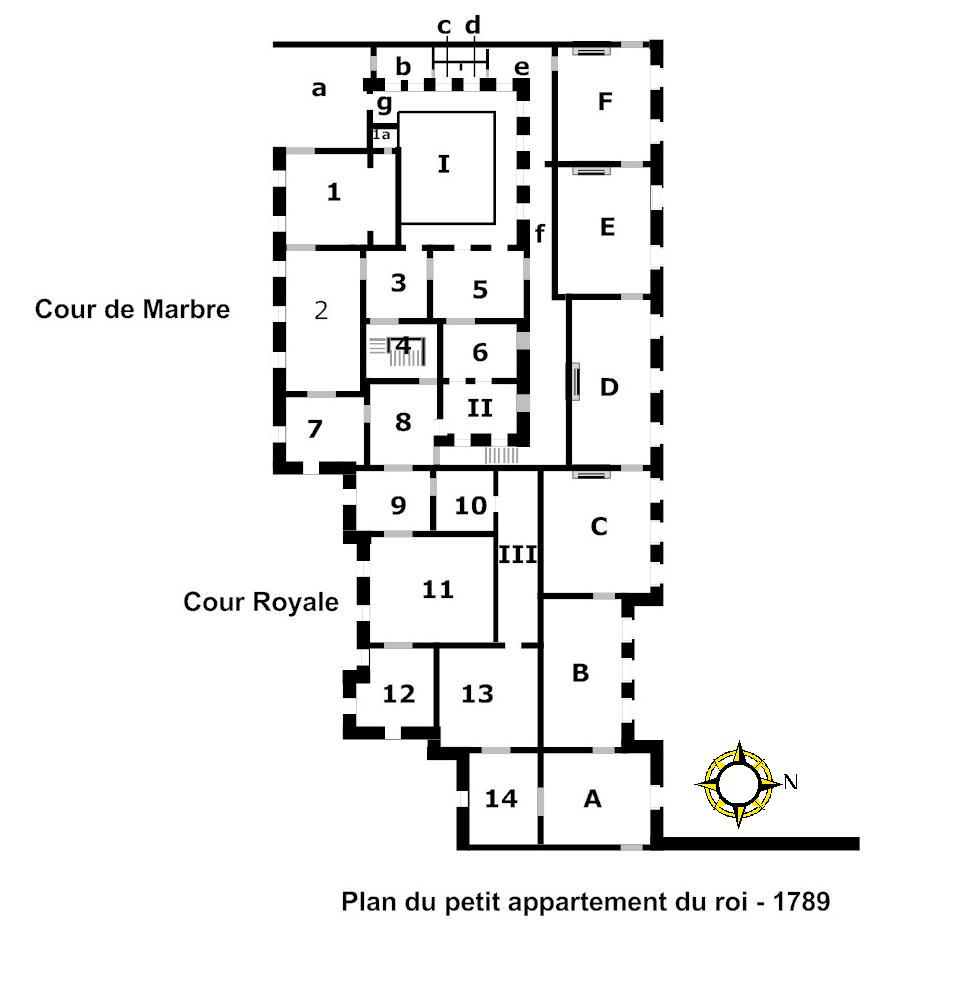
Pianta del petit appartement du roi nel 1789 ; la biblioteca di Luigi XVI è indicata al n. 11.

La biblioteca di Luigi XVI è situata nel Petit appartement du Roi, al primo piano della reggia di Versailles.
La sua creazione per due terzi richiese la rimozione della piccola petit galerie per la creazione della camera di Adelaide di Borbone-Francia. Luigi XV fece di questa sala una stanza dedicata ai giochi per sua figlia nel 1769. Luigi XVI decise di farne la propria biblioteca personale dal 1774.
La stanza misura 9,57 x 7,54 metri, con un soffitto alto 5,27 metri. Comunica ad ovest con la pièce de la vaisselle d'or e con la salle à manger aux salles neuves. Le sue finestre danno sulla Cour Royale.

## Le decorazioni
Le boiseries hanno la particolarità di essere l'ultimo lavoro eseguito per Versailles da Ange-Jacques Gabriel e da Antoine Rousseau, il primo per il disegno, il secondo per la scultura. I loro bassorilievi rappresentano dei simboli dei generi letterari oltre ad Apollo e le Arti e La Francia contempla il ritratto di Luigi XVI.
I bronzi decorativi del camino vennero realizzati da Pierre Gouthière.
Alcuni mobili della stanza sono originali, in particolare il gran tavolo centrale, realizzato da Riesener, con un diametro di 2,10 metri costituito da un sol pezzo di mogano. I due globi, terrestre e celeste, vennero realizzati dal medesimo autore, come pure il gruppo rappresentante La Discesa dalla croce tratto da un lavoro di Rubens, in porcellana di Valenciennes.
Gli altri elementi presenti nella stanza provengono dalla camera del conte di Provenza a Versailles (come la pendola da camino) e dagli appartamenti del re al Castello di Compiègne.